# Voilemont

Voilemont este o comună în departamentul Marne, Franța. În 2009 avea o populație de 47 de locuitori.